# أبو بكر المل (لاعب لبناني)
أبو بكر المل (مواليد 15 نوفمبر 1992 في لبنان) هو لاعب كرة اقدم لبناني، يلعب في مركز الهجوم لنادي اللبناني النجمة.

## أندية الاحتراف

### النجمة

#### موسم 2011-12
ظهر أبوبكر لأول مرة في دوري كرة القدم اللبناني مع نادي النجمة في 2011 عندما كان عمره 18 عامًا ولعب خمس مرات مع ظهوره في 30 ديسمبر 2011 في المباراة التي شارك فيها نادي الصفاء ضد النجمة عندما تم استبداله بحسن المحمد في الدقيقة 85، وتمكّن من إحداث 5 مباريات كبديل للنادي وله 38 دقيقة من اللعب.

### طرابلس

#### موسم 2012-13
وقع أبو بكر مع فريق طرابلس لموسم 2012-13، وسجل هدفه الأول في 19 مارس 2013 وأحرز فوزاً بنتيجة 5-3 أمام شباب الغازية،  وحقق 770 دقيقة بعد أن لعب 17 مباراة حيث لعب 6 مباريات كأحد عشر مباراة.

### السلام زغرتا

#### موسم 2013–14
انضم أبو بكر إلى سلام زغرتا لموسم 2013-14 ولعب لأول مرة أمام ناديه السابق، النجمة حيث خسر بنتيجة 0-2،  وسجل هدفه الأول للنادي في 2 نوفمبر 2013 ضد الراسينغ بيروت. وفي 14 نوفمبر 2013 سجل هدفين ضد ناديه السابق، الاجتماعي طرابلسوهي المرة الأولى التي يسجل فيها هدفين في مباراة واحدة في حياته المهنية.
وهو أيضًا أحد أعضاء الفريق الفائز بكأس الاتحاد اللبناني في ذلك العام حيث فاز السلام زغرتا 1-0 بعد الوقت الإضافي في 31 مايو 2014.

#### موسم 2014-15
لعب في هذا الموسم في 23 نوفمبر 2014 ضد النبي شيث،  وظهر في 15 مباراة وسدد 5 أهداف في هذا الموسم، وكان النادي قد فاز بكأس الاتحاد اللبناني في الموسم السابق ما أتاح له الفرصة للتنافس في كأس الاتحاد الآسيوي الذي سيكون هو موسمه الافتتاحي والنادي المتنافس في الكأس.
وقد جاء أول ظهور له في كأس الاتحاد الآسيوي في 17 فبراير 2015 في التصفيات المؤهلة لكأس الاتحاد الآسيوي ضد نادي خير فهادات الطاجيكستاني، حيث فاز 3-0 وتأهل إلى مرحلة المجموعات، وكان هدفه الأول في كأس الاتحاد الآسيوي خلال مباراة ضد نادي النهضة العماني، حيث سجل هدفين ليحقق الفوز نتيجة 2-1. وانتهت رحلته في كأس الاتحاد الآسيوي 2015 بعد وضعهم في المركز الرابع برصيد 3 نقاط فقط بعد فوز مباراة واحدة فقط من أصل 6 مباريات.

### طرابلس

#### موسم 2015-16
بعد 35 مباراة وإحراز 9 أهداف مع سلام زغرتا، وقع أبو بكر مع نادي طرابلس وأصبح الظهور الأول له في 16 أكتوبر 2015 ضد نادي الأنصار. سجل هدفه الأول للنادي في 1 نوفمبر 2015 ضد نادي الصفا. نظرًا لأن طرابلس كان بطل كأس الاتحاد اللبناني لكرة القدم للعام 2014-2015، فقد حصل على فرصة أخرى في كأس الاتحاد الآسيوي حيث سجل هدفين أيضًا في هذه الحملة لكنه ما زال يفشل في اجتياز مرحلة المجموعات بعد أن احتلت طرابلس المركز الثالث في مجموعة 

#### موسم 2016-17
كان موسم 2016-17 موسمًا رائعًا لأبي بكر حيث تم اختياره كأفضل هداف في الدوري اللبناني لكرة القدم بعد تسجيله 16 هدفًا.

### كلنتن

#### موسم 2017
في 18 مايو 2017 انضم أبو بكر إلى فريق نادي كلنتن في دوري السوبر الماليزي بعقد لمدة عام ونصف، ينتهي في نوفمبر 2018. وحل أبو بكر محل مواطنه محمد غدار، وكانت هذه هي المرة الأولى في حياته المهنية التي يقوم فيها بالاغتراب من لبنان للعب في بلد أجنبي،  وكشف أنه رفض عرضًا تجريبيًا من وست هام يونايتدو وعرضاً آخر من نادي سعودي،  ظهر لأول مرة في 24 مايو 2017 ولعب ضد بينانغ.

### PSIS سيمارانج

#### موسم 2018
وقع أبو بكر في صفوف فريق PSIS Semarang الإندونيسي عام 2018، حيث قام بأول مباراة للفريق في 30 يوليو 2018 بالتعادل 1-1 على أرضه في الدوري المحلي عام 2018 أمام PSM Makassar، ليحل محل Bayu Nugroho بعد 56 دقيقة ويساعد في تحقيق هدف Hari Nur Yulianto.

### النجمة

#### موسم 2018 - 2019
في 10 سبتمبر 2018 عاد باكو إلى لبنان وانضم إلى النجمة،  وفي أول مباراة له في الدوري في 21 سبتمبر 2018 سجل هدفًا ضد الأنصار في فوز محلي 4-2. في 29 يناير سجل هدفين في مباراة كأس الاتحاد اللبناني لكرة القدم الجولة 16 مباراة أمام تكادم عنكون في المباراة التي فاز فيها الفريق 6-0.
تم اختيار باكو كأفضل لاعب في هذا الموسم من خلال استفتاء عام أجرته كرة القدم في لبنان. == إحصائيات الوظيفة ==: اعتبارًا من 29 يناير 2019. 
| النادي           | الموسم   | الدوري                  | الدوري | الدوري | كأس الاتحاد الإنجليزي | كأس الاتحاد الإنجليزي | كأس الدوري | كأس الدوري | أهداف دولية | أهداف دولية | الإجمالي | الإجمالي |
| النادي           | الموسم   | الدوري                  | ظهور   | أهداف  | ظهور                  | أهداف                 | ظهور       | أهداف      | ظهور        | أهداف       | ظهور     | أهداف    |
| ---------------- | -------- | ----------------------- | ------ | ------ | --------------------- | --------------------- | ---------- | ---------- | ----------- | ----------- | -------- | -------- |
| Nejmeh           | 2011–12  | الدوري اللبناني الممتاز | 5      | 0      | —                     | —                     | —          | —          | —           | —           | 5        | 0        |
| Egtmaaey Tripoli | 2012–13  | الدوري اللبناني الممتاز | 17     | 1      | —                     | —                     | —          | —          | —           | —           | 17       | 1        |
| السلام زغرتا     | 2013–14  | الدوري اللبناني الممتاز | 20     | 4      | —                     | —                     | —          | —          | —           | —           | 20       | 4        |
| السلام زغرتا     | 2014–15  | الدوري اللبناني الممتاز | 15     | 5      | —                     | —                     | —          | —          | 2           | 2           | 17       | 7        |
| السلام زغرتا     | إجمالي   | إجمالي                  | 35     | 9      | —                     | —                     | —          | —          | 2           | 2           | 37       | 11       |
| نادي طرابلس      | 2015–16  | الدوري اللبناني الممتاز | 17     | 5      | —                     | —                     | —          | —          | 2           | 2           | 19       | 7        |
| نادي طرابلس      | 2016–17  | الدوري اللبناني الممتاز | 20     | 16     | —                     | —                     | —          | —          | —           | —           | 20       | 16       |
| نادي طرابلس      | إجمالي   | إجمالي                  | 37     | 21     | —                     | —                     | —          | —          | 2           | 2           | 39       | 23       |
| نادي كلنتن       | 2017     | دوري السوبر الماليزي    | 9      | 1      | —                     | —                     | 5          | 3          | —           | —           | 14       | 4        |
| نادي طرابلس      | 2017–18  | الدوري اللبناني الممتاز | 11     | 3      | —                     | —                     | —          | —          | —           | —           | 11       | 3        |
| PSIS Semarang    | 2018     | 2018 Liga 1             | 3      | 0      | —                     | —                     | 0          | 0          | —           | —           | 3        | 0        |
| نادي النجمة      | 2018–19  | الدوري اللبناني الممتاز | 9      | 4      | 1                     | 2                     | —          | —          | —           | —           | 10       | 6        |
| الإجمالي         | الإجمالي | الإجمالي                | 126    | 39     | 1                     | 2                     | 5          | 3          | 4           | 4           | 136      | 48       |

## المسيرة الدولية
جاء ظهوره الأول للبنان في 5 فبراير 2016، كبديل في مباراة ودية ضد البحرين.

## مرتبة الشرف

### الأندية
النجمة
- الوصيف في دوري كرة القدم اللبناني: 2011-12
- الوصيف اللبناني لكأس الاتحاد الإنجليزي: 2011-12

سلام زغرتا
- كأس الاتحاد اللبناني: 2013-14
- وصيف كأس السوبر اللبناني: 2014-15

طرابلس
- الوصيف في كأس السوبر اللبنانية: 2015-16

### فردي
جوائز
- فريق دوري كرة القدم اللبناني للموسم: 2016-17 [27]

إنجازات
- هداف الدوري اللبناني لكرة القدم: 2016-17

## روابط خارجية
- أبو بكر المل على موقع ناشيونال فوتبول تيمز (الإنجليزية)
- أبو بكر المل على موقع Soccerway.com (الإنجليزية)